# Attische plaag
De Attische plaag of de pest van Thucydides (Oudgrieks: Λοιμὸς τῶν Ἀθηνῶν, Loimos tôn Athênôn) was een epidemie die in Athene uitbrak in het tweede jaar van de Peloponnesische oorlog in 430 v.Chr. Schattingen lopen uiteen, maar een kwart tot een derde van de burgerbevolking van Athene zou aan deze plaag bezwijken. De uitbraak heerste in de gehele oost-mediteraanse regio, maar is voornamelijk bekend in Athene door de beschrijving ervan door Thucydides. De plaag keerde terug in 429 v.Chr. en in de winter van 427/426 v.Chr. De oorzaak van de plaag is onduidelijk. Er zijn rond de 30 oorzaken gesuggereerd.
Wat de oorzaak ook geweest is, de epidemie leidde tot een dramatische terugloop van de bevolking en een volledige ineenstorting van het sociale en economische verband en van de militaire slagkracht van de stad, wat een aanzienlijke impact zou hebben op het vervolg van de Peloponnesische oorlog. Ook de Atheense strategisch leider, Perikles, zou aan de ziekte bezwijken in 429 v.Chr.

## Achtergrond
Thucydides meldt dat de ziekte uit Ethiopië via Egypte en Libië in de Griekse wereld terecht kwam. In de zojuist uitgebroken oorlog tussen Sparta en haar bondgenoten, de Peloponnesische bond, en Athene en haar bondgenoten, de Delische bond, leidde de Atheense strategie ertoe dat het ideale klimaat gecreëerd werd voor het uitbreken van een epidemie. Sparta en haar bondgenoten waren, met uitzondering van Korinthe een landgerichte macht. Sparta's strategie in de oorlog was eenvoudig: door middel van een invasie van Attica kon een confrontatie afgedwongen worden met het Atheense leger.
Athene was in tegenstelling tot Sparta een zeemacht, die al haar inkomsten en benodigdheden via de zee kon bemachtigen. Onder leiding van Perikles bestond de Atheense strategie er juist uit een veldslag met het veel sterkere Spartaanse leger te vermijden: Het Atheense volk zou zich bij een invasie terugtrekken achter de lange muren en door middel van aanvallen vanuit zee op de Peloponnesos Sparta op de knieën dwingen. Door de terugtrekking van de gehele bevolking van Attica als reactie op de Peloponnesische invasies waren de condities in het overbevolkte Athene ideaal voor een uitbraak. Bij de tweede invasie in het tweede jaar van de oorlog zou het mis gaan. 

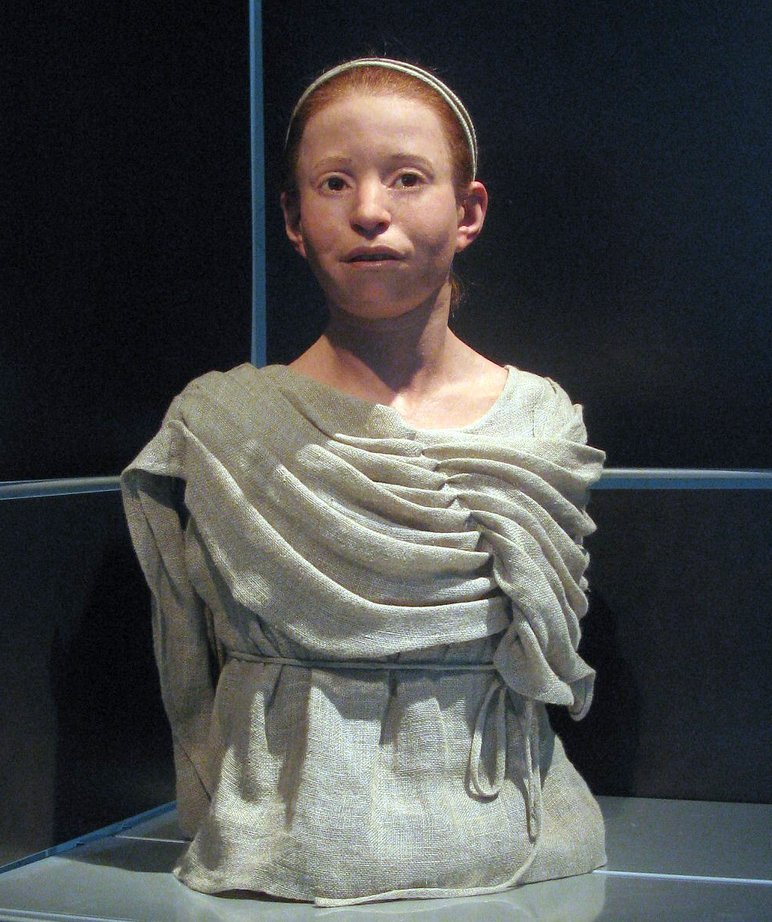
Een gereconstrueerde beeltenis van "Myrtis", een 11-jarig meisje dat stierf in 430 v.Chr.

## Symptomen
Volgens Thucydides waren de eerste symptomen koorts bij het hoofd en oogontstekingen. Daarna volgde interne bloedingen aan de tong en keel, en werd de adem van het slachtoffer slecht. Hij beschrijft ook in detail de symptomen die slachtoffers van de plaag ervoeren:
- Koorts
- Roodheid en ontsteking in de ogen
- Keelpijn die leidt tot bloedingen en een slechte adem
- Niezen
- Verlies van stem
- hoesten
- Braken
- Puisten en zweren op het lichaam
- Extreme dorst
- Slapeloosheid
- Diarree

## Oorzaak
De oorzaak van de plaag blijft onduidelijk. Bij de opgraving van een Atheens massagraf in 1994/1995 onder de leiding van archeoloog Effie Baziotopoulou-Valavani en onderzoeken door Manolis Papagrigorakis en zijn medewerkers werden DNA-resten gevonden. De onderzoekers poneerden dat Salmonella (Salmonella enterica serovar Typhi) de oorzaak van de plaag moet geweest zijn.

## Gevolgen
Thucydides beschrijft dat de uitbraak van de plaag ertoe leidde dat de Atheners steeds wettelozer werden. Bewoners gingen er vanuit dat ze eerder dood zouden zijn dan voor een rechtbank gedaagd zouden worden, en ze probeerden zo veel mogelijk plezier uit hun leven te halen voor zo lang als dat nog kon. Vroomheid en respect voor religieuze gebruiken en rituelen nam ook af, omdat men zag dat zowel de vrome als niet-vromen overleden. Uit angst besmet te raken bleven de doden liggen waar ze lagen, en begrafenisrituelen werden, voor zover deze überhaupt nog werden uitgevoerd, losgelaten. Om af te komen van lichamen van overleden familieleden werden deze op brandstapels van crematies van anderen gegooid.
De impact van de plaag op het verloop van de oorlog was groot: Thucydides wekt de suggestie dat de impact op de wijze van oorlogsvoering en de morele overwegingen van de Atheners significant wijzigde vanwege de plaag. De impact op de middelen om oorlog te kunnen voeren is ook moeilijk te onderschatten: rond een derde van de hoplieten en cavalerietroepen zou in de jaren van de plaag overlijden. Nicias herinnert zijn stadsgenoten er in een speech in 415 v.Chr., bijna 15 jaar na de eerste uitbraak, aan dat ze pas deels hersteld zijn van deze verliezen.
Ondanks de enorme verliezen die Athene leed door de plaag was zij nog steeds in staat om oorlog te voeren. De plaag brak uit in het tweede jaar van de oorlog, terwijl de Peloponnesische oorlog in totaal 27 jaar zou duren. En hoewel de Delische bond uiteindelijk zou overwinnen, blijkt uit de gebeurtenissen na 429 v.Chr. een enorme veerkracht van de Atheense middelen en motivaties. Een veerkracht die ze wederom zou tonen na de rampzalig verlopen expeditie naar Sicilië. Hoewel Sparta een groot voordeel haalde uit de Attische plaag, was de Peloponnesische oorlog verre van beslist.